# Hichem Cherabi
Hichem Khalil Cherabi, né le 30 mars 1993, est un athlète algérien, spécialiste du saut à la perche.

## Biographie
En août 2014 il prend la quatrième place des Championnats d'Afrique.
En juin 2015 il bat le vieux record d'Algérie du saut à la perche, détenu depuis 1979 par Lakhdar Rahal, en franchissant 5,50 m. 
En septembre 2015, il décroche l'or aux Jeux africains de Brazzaville.
En 2016 il devient champion d'Afrique à Durban.

## Palmarès
| Date | Compétition            | Lieu         | Résultat | Marque |
| ---- | ---------------------- | ------------ | -------- | ------ |
| 2014 | Championnats d'Afrique | Marrakech    | 4e       | 4,90 m |
| 2015 | Jeux africains         | Brazzaville  | 1er      | 5,25 m |
| 2016 | Championnats d'Afrique | Durban       | 1er      | 5,30 m |
| 2017 | Championnats panarabes | Radès        | 1er      | 5,25 m |
| 2019 | Championnats panarabes | Le Caire     | 2e       | 5,10 m |
| 2019 | Jeux africains         | Rabat        | 1er      | 5,00 m |
| 2022 | Championnats d'Afrique | Saint-Pierre | 2e       | 5,20 m |

## Records
| Épreuve          | Marque      | Lieu       | Date         |
| ---------------- | ----------- | ---------- | ------------ |
| Saut à la perche | 5,50 m (NR) | Deux-Ponts | 14 juin 2015 |